# Litsea baviensis
Litsea baviensis Lecomte – gatunek rośliny z rodziny wawrzynowatych (Lauraceae Juss.). Występuje naturalnie w Wietnamie oraz południowych Chinach – w południowo-wschodniej części Junnanu, na wyspie Hajnan oraz w zachodniej części regionu autonomicznego Kuangsi. 

## Morfologia
PokrójZimozielone drzewo dorastające do 10–20 m wysokości. Młode pędy są bardzo owłosione.
LiścieNaprzemianległe. Mają kształt od eliptycznego do podłużnie eliptycznego. Mierzą 11–24 cm długości oraz 3–7,5 cm szerokości. Od spodu są owłosione. Nasada liścia jest klinowa. Blaszka liściowa jest o krótko spiczastym wierzchołku. Ogonek liściowy jest nagi i dorasta do 10–16 mm długości.
KwiatySą niepozorne, jednopłciowe, zebrane po 6–8 w baldachy, rozwijają się w kątach pędów. Okwiat jest zbudowany z 6–8 listków o owalnym kształcie. Kwiaty męskie mają 9 pręcików.
OwoceMają elipsoidalny kształt, osiągają 2,5–3 mm długości i 2 mm szerokości, mają czarnopurpurową barwę.

## Biologia i ekologia
Roślina dwupienna. Rośnie w gęstych lasach. Występuje na wysokości od 400 do 2000 m n.p.m. Kwitnie od maja do czerwca, natomiast owoce dojrzewają od marca do września.